# Монгольский снежный вьюрок
Монгольский снежный вьюро́к, или монгольский земляной воробей (лат. Pyrgilauda davidiana) — птица семейства воробьиных.

## Внешний вид
Немного мельче домового воробья. Самцы и самки окрашены практически одинаково. Верх головы, спина и надхвостье песочного цвета с размытыми тёмными пестринами, крылья и хвост тёмно-бурые, лоб и горло чёрные, низ тела белый с охристым налётом.

## Распространение
Обитает в степях и полупустынях  Монголии и в приграничных районах России — в Забайкалье и на Алтае.

## Образ жизни
Населяет предгорья и горные долины, высоко в горы не поднимается. Держится в основном на земле. К гнездованию приступает во второй декаде мая. Самцы активно токуют. Гнёзда строят самки из сухих стеблей трав в норах грызунов. Они шарообразные с боковым входом, типичной для воробьёв формы; располагаются на расстоянии 40-140 см от входа в нору на глубину 15-40 см. Лоток выстилается шерстью грызунов и перьями. В кладке 5—6 белых яиц. Насиживают их оба родителя 12-14 дней. Птенцы остаются в гнезде довольно долго, и покидают его уже полностью оперёнными и способными летать. В июле появляются вторые выводки. После гнездования монгольские вьюрки собираются в большие стаи (иногда до 1000 птиц) и совершают небольшие кочёвки.